# Gabriela DeBues-Stafford
Gabriela Maria DeBues-Stafford (* 13. September 1995 in London als Gabriela Stafford) ist eine kanadische Mittel- und Langstreckenläuferin, die sich auf den 1500-Meter-Lauf spezialisiert hat. Auch ihr Vater Jamie Stafford sowie ihre Schwester Lucia Stafford waren als Leichtathleten aktiv.

## Sportliche Laufbahn
Erste internationale Erfahrungen sammelte Gabriela DeBues-Stafford bei den Crosslauf-Weltmeisterschaften 2013 in Bydgoszcz, bei denen sie in 22:23 min den 75. Platz im U20-Rennen belegte. Anschließend gelangte sie bei den Panamerikanischen Juniorenmeisterschaften in Medellín mit 4:53,35 min auf den achten Platz über 1500 m. Im Jahr darauf klassierte sie sich bei den Juniorenweltmeisterschaften in Eugene mit 9:14,97 min auf dem neunten Platz im 3000-Meter-Lauf und 2015 startete sie über 1500 m bei der Sommer-Universiade in Gwangju und gewann dort in 4:19,27 min die Silbermedaille hinter der Uganderin Docus Ajok. Im Jahr darauf schied sie bei den Hallenweltmeisterschaften in Portland mit 4:11,46 min im Vorlauf aus und nahm dann im Sommer erstmals an den Olympischen Sommerspielen in Rio de Janeiro teil und kam dort mit 4:09,45 min nicht über die erste Runde hinaus. 2017 gelangte sie bei den Weltmeisterschaften in London bis ins Halbfinale und schied dort mit 4:08,51 min aus. Im Jahr darauf verpasste sie bei den Hallenweltmeisterschaften in Birmingham mit 4:09,94 min erneut den Finaleinzug und anschließend schied sie auch bei den Commonwealth Games im australischen Gold Coast mit 4:09,59 min in der ersten Runde aus. Mitte August gewann sie dann bei den NACAC-Meisterschaften in Toronto in 4:07,36 min die Bronzemedaille hinter den US-Amerikanerinnen Kate Grace und Shannon Osika.
2019 stellte sie beim Herculis in Monaco mit 4:17,87 min einen neuen Landesrekord über die Meile auf und kurz darauf wurde sie bei den Anniversary Games in London in 4:00,26 min Dritte über 1500 m, wie auch bei Weltklasse Zürich mit 3:59,59 min. Zudem wurde sie beim Müller Grand Prix in Birmingham in 4:22,47 min Zweite über die Meile. Anschließend erreichte sie bei den Weltmeisterschaften in Doha das Finale und klassierte sich dort mit neuem Landesrekord von 3:56,12 min auf dem sechsten Platz. 2021 nahm sie erneut an den Olympischen Sommerspielen in Tokio teil und erreichte dort das Finale, in dem sie mit 3:58,93 min den fünften Platz belegte. 
Im Februar 2022 stellte sie mit 14:31,38 min einen neuen Nordamerikarekord über 5000 m in der Halle auf und löste damit Shalane Flanagan als Rekordhalterin ab. Im März startete sie über 3000 m bei den Hallenweltmeisterschaften in Belgrad und belegte dort in 8:42,89 min den vierten Platz. Am 10. April verkündete DeBues-Stafford auf ihrem Instagram-Account, dass sie den Bowerman Track Club verlassen werde. In einem wenige Tage später folgenden Interview auf der Internetseite Letsrun.com erläuterte sie, dass der Grund für ihre Entscheidung die Situation rund um die, ebenfalls dem Bowerman Track Club angehörende, dopinggesperrte Shelby Houlihan sei. DeBues-Stafford sagte weiter, dass es eine Ungewissheit gebe, ob ihr Trainer Jerry Schumacher wirklich, wie es von der WADA vorgeschrieben ist, keinen Kontakt mehr zu Houlihan habe. Diese Ungewissheit sei der Hauptgrund für das Verlassen des Teams gewesen. DeBues-Stafford gab außerdem bekannt, dass ihre neuen Trainer Trent und Hilary Stellingwerff in Victoria, BC sein werden, weshalb sie wieder zurück nach Kanada kehren werde.
In den Jahren von 2016 bis 2019 wurde DeBues-Stafford kanadische Meisterin im 1500-Meter-Lauf.

## Persönliche Bestleistungen
- 800 Meter: 1:58,70 min, 29. Mai 2021 in Portland
  - 800 Meter (Halle): 2:00,96 min, 1. Februar 2020 in Glasgow
- 1000 Meter: 2:42,23 min, 2. August 2020 in Toronto
  - 1000 Meter (Halle): 2:42,47 min, 23. Januar 2016 in Ottawa
- 1500 Meter: 3:56,12 min, 5. Oktober 2019 in Doha (kanadischer Rekord)
  - 1500 Meter (Halle): 4:00,80 min, 8. Februar 2020 in New York City (kanadischer Rekord)
- Meile: 4:17,87 min, 12. Juli 2019 in Monaco (kanadischer Rekord)
  - Meile (Halle): 4:19,73 min, 8. Februar 2020 in New York City (kanadischer Rekord)
- 3000 Meter: 8:38,51 min, 6. Februar 2021 in Phoenix
  - 3000 Meter (Halle): 8:33,92 min, 6. Februar 2022 in New York City (kanadischer Rekord)
- 5000 Meter: 14:44,12 min, 6. September 2019 in Brüssel (kanadischer Rekord)
  - 5000 Meter (Halle): 14:31,38 min, 11. Februar 2022 in Boston (Nordamerikarekord)